# San Juan, Chicomuselo
San Juan är en ort i Mexiko.   Den ligger i kommunen Chicomuselo och delstaten Chiapas, i den sydöstra delen av landet, 800 km sydost om huvudstaden Mexico City. San Juan ligger 1 286 meter över havet och antalet invånare är 154.
Terrängen runt San Juan är kuperad åt nordväst, men åt sydost är den bergig. Runt San Juan är det ganska glesbefolkat, med 42 invånare per kvadratkilometer. Närmaste större samhälle är Chicomuselo, 11,4 km nordost om San Juan. I omgivningarna runt San Juan växer huvudsakligen savannskog.